# Жульєн Арруті
Жульєн Арруті (нар. 25 листопада 1978, Рюей-Мальмезон) — французький актор, сценарист.

## Біографія
Жульєн Арруті народився в місті Рюей-Мальмезон, департамент О-де-Сен, регіон Іль-де-Франс, Франція. Виріс майбутній актор у місті Ла-Сель-Сен-Клу того ж регіону. Уже в молодому віці він захопився творчістю комедійної трупи "Банда Фіфі". Згодом Жульєн сам вступив у їх склад і став одним з найяскравіших представників разом з Філіпом Лошо, Рим Керісі та Тереком Будалі. Спочатку Арруті був пародистом і, в основному, був учасником скетчів, але з часом він доріс і до великого кіно.

### Кар'єра
Дебют Жульєна в кінематографі відбувся в 2010 році з невеликої ролі у фільмі Паскаля Шомеля Серцеїд. У 2013 році на екрани вийшла перша серйозна робота "Банди Фіфі" під назвою "Париж за всяку ціну" режисури Рим Керісі й за участю Арруті. Наступний 2014 рік став дуже знаковим для цієї команди, адже саме тоді вийшла одна з їх найвідоміших робіт – картина Ніколя Бенаму й Філіпа Лашо Superнянь, де сам Жульєн зіграв одну з головних ролей, а також став одним з авторів сценарію. Через рік вони випустили продовження Superнянь 2, де Арруті виступив у тих же амплуа. 2017 рік для актора і сценариста запам'ятався роботою над стрічкою Філіпа Лашо Super Алібі (Alibi.com), де Жульєн знову з'явився в одній із провідних ролей.

## Фільмографія
| Рік  |   | Українська назва          | Оригінальна назва                    | Роль           |
| ---- | - | ------------------------- | ------------------------------------ | -------------- |
| 2010 | ф | Серцеїд                   | L'arnacoeur                          | Брат Флоренс   |
| 2014 | ф | Superнянь                 | Babysitting                          | Алекс          |
| 2015 | ф | Superнянь 2               | Babysitting 2                        | Алекс          |
| 2017 | ф | Super Алібі               | Alibi.com                            | Агустін        |
| 2017 | ф | Одружись зі мною, чувак   | Épouse-moi mon pote                  | Сліпий         |
| 2018 | ф | Плейбой під прикриттям    | Nicky Larson et le parfum de Cupidon | Гілберт Скіппі |
| 2018 | ф | Моє діамантове розлучення | Brillantissime                       |                |
| 2023 | ф | СуперАлібі 2              | Alibi.com 2                          | Агустін        |